# Sovjetsk
Sovjetsk (rusko Советск), staro ime Tilzit (nemško Tilsit, rusko Тильзит, litovsko Tilžė) je mesto v Kaliningrajski oblasti v Rusiji.

## Zemljepis
Mesto leži ob izlivu rečice Tilže v Nemen, po kateri poteka državna meja z Litvo. V mestu je rusko-litovski mejni prehod, ki poteka čez most kraljice Luize; na litovski strani leži naselje Panemunė. Od Kaliningrada je Sovjetsk oddaljen 118 kilometrov.

## Zgodovina
Tilsit se je razvil okoli gradu tevtonskih vitezov, zgrajenega leta 1288. Mestne pravice je prejel od pruskega vojvode Alberta leta 1552. Od 18. stoletja je bil del Kraljevine Prusije. Med sedemletno vojno v letih 1757–1762 je bil pod rusko zasedbo. Julija 1807 sta bila v mestu podpisana mirovna sporazuma med Francoskim cesarstvom ter Rusijo in Prusijo, znana kot tilsitski mir.
Mesto je zaslovelo po siru tilzitu, ki so ga izdelovali v njem. Med letoma 1865 in 1904, ko je bil v Ruskem imperiju prepovedan tisk v litovščini v latinici, so se v Tilsitu tudi tiskale številne knjige v litovščini in tihotapile čez mejo. Leta 1865 je bilo mesto povezano s prusko vzhodno železnico in deset let pozneje z železnico Tilsit–Memel (današnja Klajpeda). Leta 1907 je bil dokončan znameniti most čez Nemen, poimenovan po kraljici Luizi Mecklenburg-Streliški.
Po prvi svetovni vojni je ozemlje severno od reke Nemen postalo del Klajpedskega ozemlja, s čimer je Tilsit izgubil pomemben del zaledja. Predel na drugem bregu Nemna je bil odrezan od Tilsita in dobil ime Übermemel, po litovski aneksiji Klajpedskega ozemlja pa Panemunė.
20. januarja 1945 je Tilsit osvobodila Rdeča armada in po Potsdamskem sporazumu je postal del Sovjetske zveze. Leta 1946 je bil preimenovan v Sovjetsk. Nemško prebivalstvo, ki ni pobegnilo ob koncu vojne, je bilo prisilno izseljeno, nadomestili pa so ga večinoma Rusi in Belorusi.
Po razpadu Sovjetske zveze je Kaliningrajska oblast postala ruska eksklava med Poljsko in Litvo, Sovjetsk pa obmejno mesto.
Po mestu je poimenovana korveta razreda Karakurt ruske vojne mornarice, ki je del Baltske flote.

## Prebivalstvo
Po pruskem popisu prebivalstva leta 1905 je v mestu živelo 37 148 prebivalcev, od tega 96 % Nemcev in 4 % Litovcev. Slednji so bili podvrženi germanizaciji, zato je njihov delež vztrajno upadal (leta 1884 je znašal 13 %).
Ob popisu prebivalstva leta 2010 je bila narodnostna sestava naslednja: 86,7 % Rusov, 3,5 % Ukrajincev, 3,3 % Litovcev in 2,7 % Belorusov.